# Смоленцев, Юрий Михайлович
Ю́рий Миха́йлович Смоле́нцев (29 ноября 1935, Советский район, Кировский край — 24 мая 1995, Москва) — советский и российский философ

, специалист по этике. Доктор философских наук, профессор.

## Биография
Родился в деревне Комино в семье сельских учителей.
В 1958 году окончил историко-филологический факультет Кировского государственного педагогического института. Работал учителем средней школы, в 1964—1966 годы — старшим преподавателем кафедры марксизма-ленинизма Кировского политехнического института.
В 1969 году окончил аспирантуру кафедры этики философского факультета МГУ имени М. В. Ломоносова.
В 1969—1973 годы — заведующий лабораторией обществоведения АПН СССР, в 1973—1981 — доцент кафедры философии Московского энергетического института.
С 1981 года — доцент, профессор, с 1993 года до конца жизни — заведующий кафедрой этики философского факультета МГУ имени М. В. Ломоносова.

## Научная деятельность
В 1969 году защитил кандидатскую [«Философская концепция человека в трудах К. Маркса (Некоторые исходные проблемы)»], в 1990 — докторскую диссертацию [«Диалектика взаимодействия морального долженствования и реальных нравов. (Методологический аспект)»].

## Комментарии
1. ↑  Деревня Комино, входившая в состав Александровского сельсовета Советского района, ныне не существует[1].
2. ↑  Был первым аспирантом факультета по специальности «Этика»[3].